# غابرييلا ستويفا
غابرييلا ستويفا (البلغارية: Габриела Стоева ؛ من مواليد 15 يوليو 1994) هي لاعبة تنس ريشة بلغارية متخصصة في منافسة الزوجي. مع شريكتها وهي أختها الصغرى ستيفاني ستويفا. الزوج هو بطل أوروبا ثلاث مرات والميدالية الذهبية في الألعاب الأوروبية. تنافسا في  دورة الألعاب الأولمبية الصيفية 2016 ودورة الألعاب الأولمبية الصيفية 2020.